# Marcel Sembat
 (Juillet 2016).
Marcel Sembat, né le 19 octobre 1862 à Bonnières-sur-Seine et mort le 5 septembre 1922 à Chamonix, est un homme politique socialiste et ministre français.

## Biographie

### Études et jeunesse
Élève au Collège Stanislas, il fut un élève brillant et obtint en 1878 le premier prix de version latine au Concours général. Il se destina à une carrière de droit en devenant avocat. Docteur en droit, avocat auprès de la cour d'appel de Paris, Marcel Sembat fut également journaliste, chroniqueur judiciaire à La République française, le journal de Léon Gambetta.

### Engagement politique

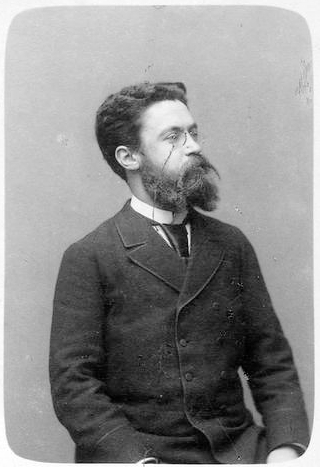
Marcel Sembat par Pierre Petit.

Cofondateur de La Revue de l'évolution, il adhéra au Comité révolutionnaire central (parti socialiste de tendance blanquiste), qui devint en 1897 le Parti socialiste révolutionnaire, dont il fut un des dirigeants, puis le Parti socialiste de France en 1902 et la SFIO en 1905. Directeur de La Petite République, le journal socialiste animé par Jean Jaurès, il collabora à La Revue socialiste, à La Lanterne, à L'Humanité, journal dans lequel il tint une rubrique de politique étrangère.
Devenu député socialiste de Paris, il est l'une des figures les plus illustres de la SFIO.
En 1893, il fut élu député socialiste indépendant de la Seine, dans la première circonscription du XVIIIe arrondissement de Paris, une banlieue entièrement ouvrière[pas clair]. Il fut constamment réélu jusqu'à son décès. En 1905, il vote la loi de séparation des Églises et de l'État. Après la chute du gouvernement Émile Combes, il défend la transparence des documents administratifs, critiquant le caractère limité de l'article 65 de la loi du 22 avril 1905 concernant la communication des notes des fonctionnaires. Il est aussi l'un des hommes politiques les plus engagés pour les droits des femmes.
Auteur d'un pamphlet pacifiste, Faites un roi sinon la paix, il fut néanmoins appelé au gouvernement comme ministre des Travaux publics, dans le gouvernement Viviani, dit gouvernement d'union sacrée, le 27 août 1914. Il fut maintenu dans ses fonctions dans le cabinet Briand jusqu'au 12 décembre 1916. Son cabinet était dirigé par Léon Blum et comptait également le poète Gustave Kahn. Au congrès de Tours en décembre 1920, il vota contre l'adhésion à la IIIe Internationale. Il mourut brusquement à Chamonix le 5 septembre 1922 d'une hémorragie cérébrale.

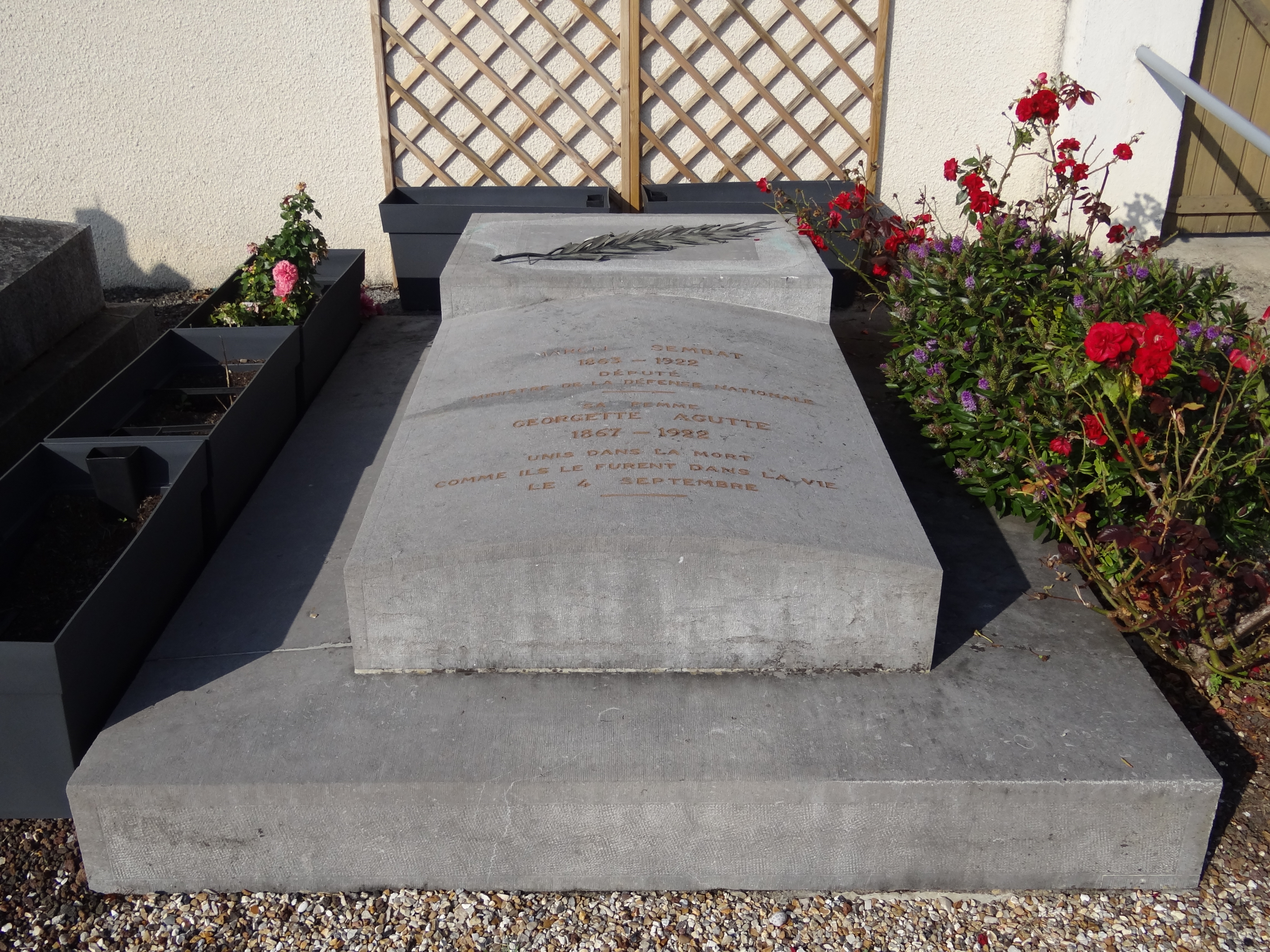
La tombe de Marcel Sembat au cimetière ancien de Bonnières-sur-Seine (Yvelines).

Il est enterré au cimetière de Bonnières-sur-Seine dans une tombe qu'il partage avec sa femme Georgette Agutte. Chaque année, pendant l’entre-deux-guerres, était organisé un « pèlerinage » de militants socialistes sur sa sépulture mais la Seconde Guerre mondiale mit fin à cette tradition et Marcel Sembat tomba peu à peu dans l’oubli.
Il fut membre de la Ligue des droits de l'homme (LDH).

### Vie privée

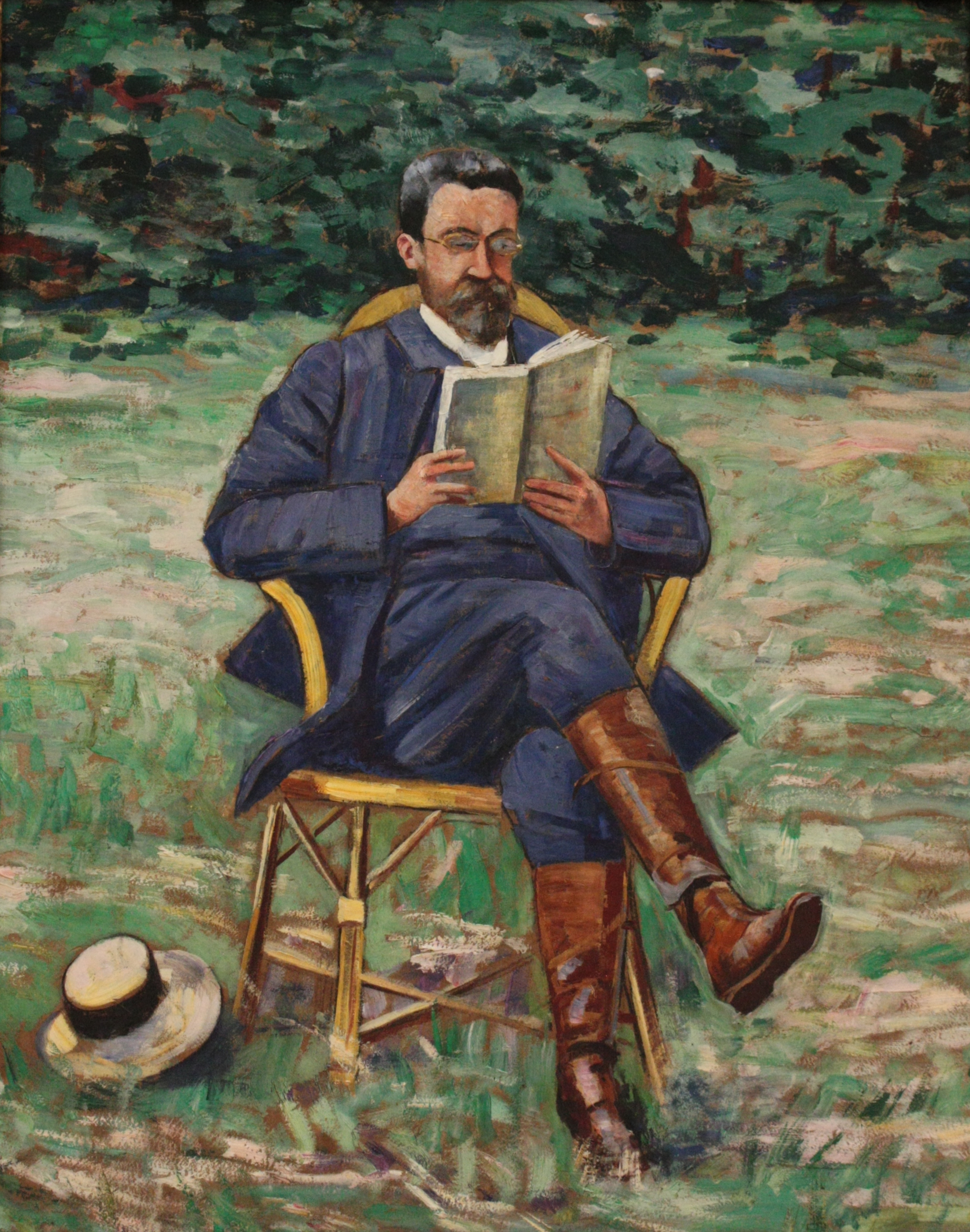
Marcel Sembat lisant. Tableau de son épouse Georgette Agutte (musée de Grenoble).

Marcel Sembat avait épousé Georgette Agutte, peintre fauve et sculptrice (qui légua au musée de Grenoble une importante collection de peintures de Matisse, Derain, Rouault, Signac, Vlaminck et Van Dongen). Il fut l'ami des peintres Marquet, Signac et Odilon Redon. Les archives privées du couple sont conservées d'une part par l'Office universitaire de recherche socialiste (OURS), d'autre part par les Archives nationales, qui leur ont consacré en 2008 une exposition intitulée Entre Jaurès et Matisse : Marcel Sembat et Georgette Agutte à la croisée des avant-gardes.

### Franc-maçonnerie
Il est initié franc-maçon le 12 juillet 1891 dans la loge « La Fidelité » de la Grande Loge de France à Lille, dont il démissionnera en 1909. En février 1898, il rejoint le Grand Orient de France et il fonde à Montmartre la loge « La Raison », cette loge est installée par deux personnalités de la franc-maçonnerie, Frédéric Desmons et Arthur Mille. Il est ensuite vice-président du conseil de l'ordre du GODF.

## Hommages
Une station de la ligne 9 du métro parisien à Boulogne-Billancourt porte son nom, de même qu'une station de la ligne 4 du tramway de Lyon. Deux lycées portent son nom, à Sotteville-lès-Rouen et à Vénissieux (Rhône), des écoles primaires (Bourges, Saint-Denis), une clinique à Boulogne-Billancourt non loin de la place et de la station de métro du même nom, ainsi que divers lieux comme une salle des fêtes à Chalon-sur-Saône.
Une rue Marcel et Georgette Sembat existe à Champigny-sur-Marne. Des rues Marcel Sembat existent aussi dans de nombreuses communes françaises (Marseille, Vienne, Villeneuve-Saint-Georges, Saint-Nazaire, Saint-Étienne, Aulnay-sous-Bois, Alfortville, Issy-les-Moulineaux, Le Kremlin-Bicêtre, Vélizy-Villacoublay, L'Haÿ-les-Roses, Lyon, Montrouge, Montreuil, Saint-Ouen, Villetaneuse, Nantes, Vénissieux, Saint-Fons, Port-la-Nouvelle, Narbonne, Bordeaux, Toulouse, Bègles, Bondy, Le Petit-Quevilly, Villeurbanne, Rive de Gier...).
À Paris, il y a une rue et un square Marcel-Sembat.

## Publications
- Leur Bilan, quatre ans de pouvoir Clemenceau-Briand, Paris, Librairie du Parti socialiste S.F.I.O., 1910
- Faites un roi, sinon faites la paix, E. Figuière et Cie : Paris, 1911
- Perdons-nous la Russie ?  P., Bernard Grasset (le fait de la semaine, 5e année, n° 9, 22 XII 1917). 1917. 63pp
- Henri Matisse, collection « Les peintres français nouveaux », no 1, bois de Jules Germain, Paris, Éditions de La Nouvelle Revue française, 1920.
- La Victoire en déroute, préface de Léon Blum, Paris : Éditions du Progrès civique, 1925 - traduction anglaise :
  - Defeated Victory. Tanslated by Flory Henri-Turot. Preface by Arthur Ponsonby, M.P. London, the Labour Publishing Company. 1925
- Les Cahiers noirs : journal 1905-1922, d'après les manuscrits originaux conservés à l'Office universitaire de recherche socialiste, texte établi, présenté et annoté par Christian Phéline, postface de Denis Lefebvre, V. Hamy, impr., Paris : 2007